# János Erdei
János Erdei (ur. 2 listopada 1919 w Makó, zm. 10 stycznia 1997 w Óföldeák) – węgierski bokser. Brązowy medalista mistrzostw Europy. Uczestnik igrzysk olimpijskich w 1952 w Helsinkach, gdzie zajął piąte miejsce.

## Kariera sportowa
Pięciokrotny mistrz Węgier. Wygrywał w latach 1943, 1944, 1949, 1950 i 1951 roku. Wszystkie tytuły zdobywał w wadze koguciej.
W roku 1951 wystartował w Mistrzostwach Europy w Mediolanie, gdzie zdobył brązowy medal w wadze koguciej. W półfinale decyzją sędziów przegrał z późniejszym mistrzem Włochem Vincenzo Dall’Osso. Werdykt był bardzo kontrowersyjny, a zdaniem polskiej prasy było to największe fałszerstwo całego turnieju.
W roku 1952 brał udział w igrzyskach olimpijskich w 1952 w Helsinkach, gdzie zajął piąte miejsce w wadze piórkowej. W walkach eliminacyjnych pokonał 2:1 Bułgara Georgi Malezanowa oraz Kurta Schirrę z Kraju Saary (3:0). W ćwierćfinale stosunkiem głosów 1:2 przegrał z późniejszym mistrzem olimpijskim Janem Zacharą z Czechosłowacji.

## Upamiętnienie
W roku 2009 dawna Miejska Hala Sportowa w Makó przyjęła imię Janosa Erdei. Kilkakrotnie rozgrywano tam turniej poświęcony jego pamięci.